# Meridiano 21 oeste
El Meridiano 21 oeste de Greenwich es una línea  de longitud que se extiende desde el Polo norte a través del Océano Ártico, Groenlandia, Islandia, el Océano Atlántico, el Océano Antártico, hasta la Antártida y el Polo sur.
El Meridiano 21 oeste forma un gran círculo con el meridiano 159 este.

## De Polo a Polo
Comenzando desde el Polo Norte y en dirección hacia el Polo Sur, el meridiano 21 oeste pasa a través de
| Co-ordinates                      | País, territorio o mar | Notas                                         |
| --------------------------------- | ---------------------- | --------------------------------------------- |
| 90°0′N 21°0′O / 90.000, -21.000   | Océano Ártico          |                                               |
| 81°13′N 21°0′O / 81.217, -21.000  |                        |                                               |
| 78°28′N 21°0′O / 78.467, -21.000  | Jøkelbugten            |                                               |
| 77°56′N 21°0′O / 77.933, -21.000  |                        |                                               |
| 73°27′N 21°0′O / 73.450, -21.000  | Océano Atlántico       | Mar de Groenlandia                            |
| 65°23′N 21°0′O / 65.383, -21.000  |                        |                                               |
| 63°49′N 21°0′O / 63.817, -21.000  | Océano Atlántico       |                                               |
| 60°0′S 21°0′O / -60.000, -21.000  | Océano Antártico       |                                               |
| 73°57′S 21°0′O / -73.950, -21.000 | Antártida              | Territorio antártico británico, reclamado por |